# São Geraldo (Minas Gerais)
São Geraldo est une municipalité brésilienne de l'État du Minas Gerais et la microrégion d'Ubá.